# Maxie
Pour plus de détails, voir Fiche technique et Distribution.
Maxie est un film américain réalisé par Paul Aaron en 1985.

## Synopsis
Une secrétaire coincée et son mari emménagent dans un vieil appartement du début du XXe siècle. Lors de travaux de rénovation, ils découvrent une inscription sur le mur signée d'une certaine Maxie Malone, une éphémère starlette des années 30. Bientôt, celle-ci va se réincarner à sa guise dans le corps de la jeune femme et assouvir ses plus grands rêves.

## Fiche technique
- Titre : Maxie
- Réalisation : Paul Aaron
- Scénario : Patricia Resnick, basé sur la nouvelle Marion's Wall de Jack Finney
- Musique : Georges Delerue
- Photographie : Fred Schuler
- Montage : Lynzee Klingman
- Production : Carter DeHaven
- Sociétés de production : Aurora, Elsboy Entertainment & Orion Pictures
- Société de distribution : Orion Pictures
- Pays :  États-Unis
- Langue : Anglais
- Format : Couleur - Dolby - 35 mm - 1.85:1
- Genre : Comédie, Romance
- Durée : 98 min
- Public : Tous

## Distribution
- Glenn Close : Jan Cheyney / Maxie Malone
- Mandy Patinkin : Nick Cheyney
- Ruth Gordon : Trudy Lavin
- Barnard Hughes : Monseigneur Bishop Campbell
- Valerie Curtin : Mlle Sheffer
- Googy Gress : Le père Jérôme
- Michael Ensign : Le réalisateur du film
- Michael Laskin : Le réalisateur du film publicitaire
- Harry Hamlin : Lui-même (non crédité)
- Nelson Welch : Le barman
- Harry Wong : M. Chu